# Timbira Orientais
Istoćni Timbira (Timbira Orientais), jedan od dva glavna ogranka istočnobrazilskih Timbira Indijanaca, koji se dalje granaju na dvije skupine, sjevernu (Timbira Orientais do norte) i južnu (Timbira Orientais do sul). Zajedno sa zapadnim ogrankom Timbiras Ocidentais (obuhvaćaju Apinayé) ili Zapadnim Timbirama kolektivno su nazivani Timbira.
Sjeverna skupina Timbira Orientais Indijabaca sastoji se od tri glavna plemena, to su Timbira de Araparytíva s rijeke Gurupy koji govore jezikom gurupy a žive danas na rezervatu Alto Turiaçu; Crenyé ili Creyé ili Krẽyé de Bacabal, 43 (1919); Kukóekamekra.
Južna skupina Timbira Orientais do sul sastoji se od plemenskih grupa koje govore svaka svojim jezicima i dijalektima.Obuhvaća: Krẽyé de Cajuapára; Krikatí; Gavião do Maranhão ili Gavião-Pukobyé; Gaviões (ili Gavião do Mãe Maria, Parkatêjê); Crepumcateye ili Creapimcatage; Krahô; Põrekamekra (Porecamecra, Purecamecran)); Carateye; Nyurukwayé (Norocoage); Chakamecra (Sacamecran, Matteiro); Kanela s: Kénkateye, Apâniekra, Ramkókamekra.

## Vanjske poveznice
- Timbira